# Lyman Gilmore

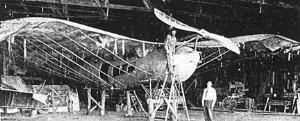
Foto do monoplano de Lyman Gilmore, de antes de 1920.

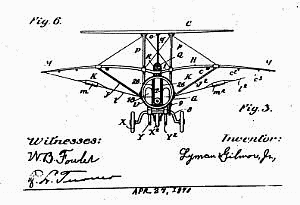
Diagrama do monoplano de Lyman Gilmore, de antes de 1920.

Lyman Gilmore, (✰ Condado de Thurston, 11 de junho de 1874;  ✝ Condado de Nevada, 18 de fevereiro de 1951) foi um pioneiro da aviação que atuou em Grass Valley, Califórnia, Estados Unidos. Ele construiu uma aeronave a vapor e reivindicou ter voado nela em 15 de maio de 1902.
Numa entrevista de 1936, Gilmore afirmou ter voado num planador com amarras em 1893 e num planador autônomo em 1894. Gilmore afirmou também ter feito um voo controlado numa aeronave a vapor em 15 de Maio de 1902, devido à necessidade de um aquecedor pesado e do uso de carvão como combustível, os voos foram curtos. No entanto todos os registros e papéis relativos a esse evento e à aeronave foram destruídos por um incêndio no hangar.
Existem fotografias de 1898 exibindo a aeronave de Gilmore, mas nenhuma a exibia no ar. As reivindicações a respeito desse voo não foram confirmadas, e devido ao peso evidenciado pelas fotos da aeronave no solo, a possibilidade do voo é muito questionada.